# خزينة أنبار جديد
خزينة أنبار جديد هي قرية في مقاطعة مياندوآب، إيران. يقدر عدد سكانها بـ 930 نسمة بحسب إحصاء 2016.